# Tav Falco

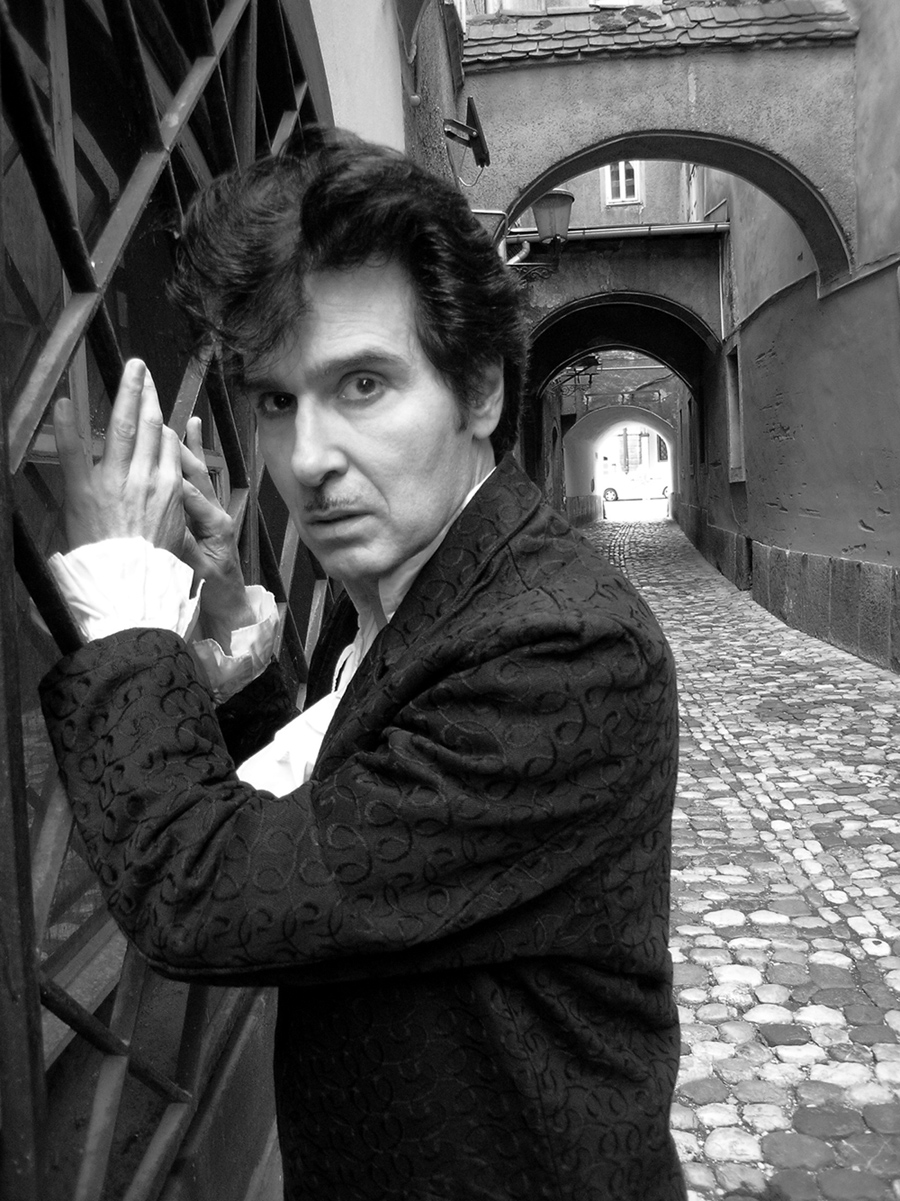
Tav Falco 2004 in Slowenien

Tav Falco (* 25. Mai 1945 in Philadelphia, Pennsylvania als Gustavo Antonio Falco) ist ein amerikanischer Musiker, Schauspieler und Dokumentarfilmer.

## Karriere
Tav Falco startete seine Karriere 1973, als er nach Memphis, Tennessee ging, um Filmdokumentationen über legendäre Blues-Musiker zu drehen. Davon inspiriert, gründete Falco mit Alex Chilton und James Luther Dickinson seine erste Band Tav Falco's Panther Burns, bekannter unter der Kurzbezeichnung Panther Burns.
1981 nahm Tav sein erstes Album Behind the Magnolia Curtain auf, das gute Kritiken bekam. Falco ging daraufhin nach New York City, New York, wo er seine EP Blow Your Top auf Animal Records herausbrachte.
Im weiteren Verlauf der 1980er und 1990er pendelte er mit seiner Psychedelic-Rock-Show zwischen Europa und den Vereinigten Staaten und nahm mit Panther Burns in verschiedenen Besetzungen neue Platten auf. Zudem spielte er Nebenrollen in Musikfilmen wie Downtown 81, Highway 61 und Great Balls of Fire.
Er coverte oft bekannte Rockabilly- und Rock’-n’-Roll-Songs, die er seinem Stil anpasste.

## Diskographie

### Alben mit den Panther Burns
- 1982 – Behind the Magnolia Curtain, Rough Trade 16
- 1984 – Now, Frenzi 37
- 1985 – Sugar Ditch Revisited, New Rose 310
- 1987 – The World We Knew, New Rose 113
- 1988 – Red Devil, New Rose
- 1989 – Midnight in Memphis, New Rose 185
- 1990 – Return of the Blue Panther, Triple X 51051
- 1991 – Life Sentence, Triple X 51095
- 1994 – Deep in the Shadows, Marilyn 1026
- 1995 – The Shadow Dancer, Upstart 17
- 2000 – Panther Phobia, In the Red 69
- 2002 – Love’s Last Warning, Last Call
- 2010 – Conjurations, Bang! Records BANGLP004

### Solo
- 1996 – Disappearing Angels, Sympathy for the Records Industry 460